# Littlefield (Teksas)
Littlefield – miasto w Stanach Zjednoczonych, w stanie Teksas, w hrabstwie Lamb. W 2000 roku liczyło 6507 mieszkańców.